# Urgsee
Urgsee är en sjö i Österrike.   Den ligger i förbundslandet Tyrolen, i den västra delen av landet, 500 km väster om huvudstaden Wien. Urgsee ligger 1 856 meter över havet. Den högsta punkten i närheten är Zwölferkopf, 2 596 meter över havet, sydost om Urgsee.
I omgivningarna runt Urgsee växer i huvudsak barrskog. Runt Urgsee är det ganska glesbefolkat, med 27 invånare per kvadratkilometer.